# Tiberio Sempronio Graco
Tiberio Sempronio Graco  (162-133 a. C.) fue un notable político popular romano del siglo II a. C. perteneciente a la familia de los Graco, una de las más ricas y destacadas de Roma.

## Juventud

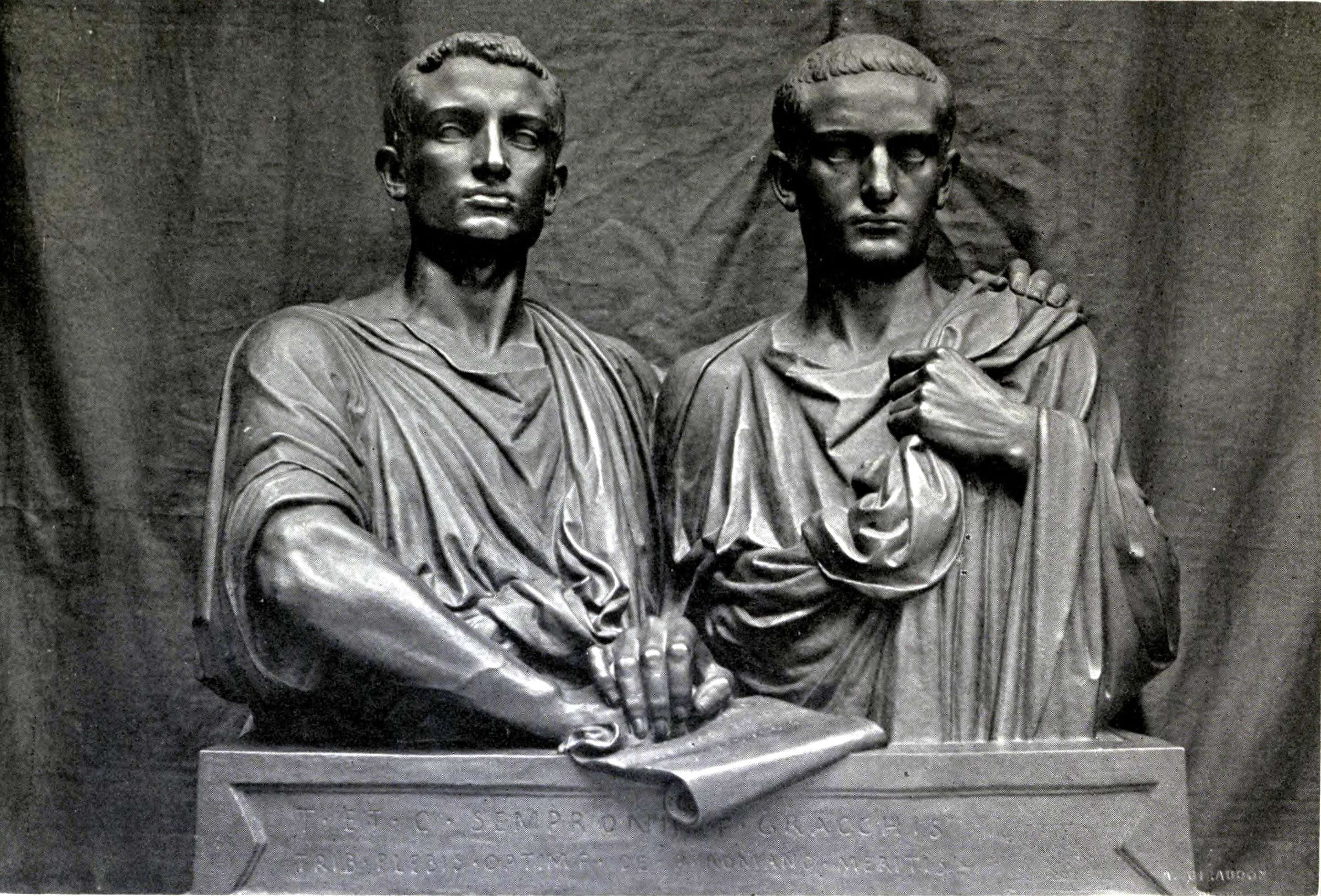
Estatuas de dos hermanos sosteniendo un documento con la palabra "propiedad"

Fue el hijo mayor de Tiberio Sempronio Graco y Cornelia, y hermano de Cayo Sempronio Graco y de Sempronia, los tres únicos de los doce hijos de este matrimonio que llegaron a la edad adulta. Educado por su madre Cornelia, tuvo excelentes maestros, como el filósofo estoico Cayo Blosio de Cumas y el retórico Diófanes de Mitilene. A los 10 años fue augur. Comenzó sirviendo como oficial durante la llamada tercera guerra púnica a las órdenes de Publio Cornelio Escipión Emiliano (primo de su madre Cornelia y, por adopción, primo suyo), destacando en su asalto a las murallas de Cartago: se dice que fue el primero en escalarlas.
En 137 a. C. fue cuestor en Hispania, esta vez bajo las órdenes de Cayo Hostilio Mancino, cuyo ejército salvó Graco de la aniquilación después de sufrir un serio revés en la tercera guerra celtíbera, al negociar con gran inteligencia un tratado con los numantinos. Esta actuación fue considerada por el Senado romano una rendición humillante, y se negó a ratificar el acuerdo, ordenando que se entregase al cónsul y al cuestor a los enemigos. El pueblo, por su parte, se opuso a la entrega de Tiberio, atribuyendo la responsabilidad a Mancino.

## Ley de Distribución de la Tierra
Tribuno de la plebe desde el 10 de diciembre de 134 a. C. Desde este cargo quiso solucionar el problema agrario y mejorar la desastrosa situación del campesinado itálico, implantando una serie de leyes que no fueron muy bien recibidas por la mayoría del Senado. 
Propuso una lex agraria que permitiera el reparto de tierra procedente del ager publicus entre los ciudadanos más pobres; la experiencia de Tiberio en Hispania así como —según reveló su hermano Cayo— la situación del campo en Etruria, donde la esclavitud estaba muy difundida, fueron las causas principales que explican sus revolucionarios proyectos.
Para llevarlos a la práctica contaba con el apoyo de una factio senatorial en la que figuraba, entre otros, Apio Claudio Pulcro (cónsul en 143 a. C.), Publio Mucio Escévola y Publio Licinio Craso Muciano (cuya hija estaba casada con su hermano Cayo). Este círculo era contrario al que encabezaba Escipión Emiliano (al que también unían vínculos familiares, pues Escipión estaba casado con Sempronia, hermana de Tiberio y de Cayo). En su intento de sacar adelante su proyecto de ley agraria, trató de revitalizar una ley más antigua por la que quedaba limitado a 500 iugera (125 ha) el máximo de tierra estatal por possesor (más otras 250 suplementarias por cada hijo); de esta forma se establecía que la tierra restante debía ser devuelta para proceder a su reparto en lotes de 30 iugera (7,5 ha) como máximo, en las que debían asentarse ciudadanos sin tierras —en calidad de colonos a perpetuidad— mediante el pago de una simbólica contribución. 
Eran propuestas razonables y coherentes con las leyes Licinias aprobadas dos siglos antes.
El proyecto preveía que la puesta en marcha de la operación corriera a cargo de una comisión de tres miembros (Illviri agris dandis adsignandis iudicandis) elegida anualmente, despertando la violenta oposición de la aristocracia senatorial, que se valió del tribuno de la plebe (y pariente de Graco) Marco Octavio para vetarlo (intercessio). Sin embargo, Octavio fue, a instancias de Tiberio, depuesto de su magistratura en una votación de los comicios, hecho sin precedentes y contrario al mos maiorum que fue interpretado por muchos senadores, incluso por algunos partidarios de la reforma, como un acto revolucionario y anticonstitucional. Con Minucio, fiel a los proyectos de Tiberio, como sustituto de Octavio, la asamblea popular no tuvo dificultades para la aprobación, por unanimidad, del proyecto de ley, eligiéndose a los tres miembros de la comisión: Tiberio, su hermano Cayo y su suegro Apio Claudio. La comisión contó con poder ejecutivo, y con los recursos financieros necesarios cuando Átalo III de Pérgamo legó su reino al pueblo romano, lo que agudizó más el nerviosismo de la oposición senatorial, encabezada por Publio Cornelio Escipión Nasica Serapión. En el verano de 133 a. C. se convocaron los comicios que debían decidir la reelección de Tiberio como tribuno de la plebe.
Las leyes agrarias pretendían limitar el poder absoluto de los grandes terratenientes y mejorar la situación de los pequeños agricultores y de los proletarios urbanos. Así, los cambios en la ley preveían que las tierras compradas por las clases altas en circunstancias legalmente dudosas se dividieran en parcelas y se distribuyeran entre los pequeños agricultores y los proletarii urbanos. Con ello se pretendía superar las tensiones sociales, pero también mantener el peso militar de Roma, ya que sólo las clases propietarias podían realizar el servicio militar sin caer en la pobreza.

## Muerte

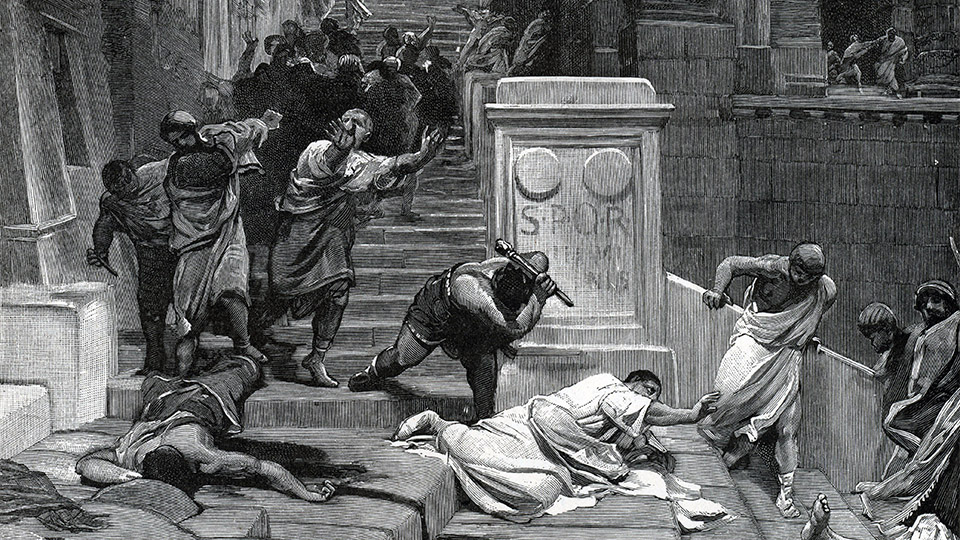
Retrato del asesinato de Tiberio Graco.

Tiberio Graco murió asesinado a golpes el día que se presentaba a un nuevo mandato, cuando un grupo de exaltados senadores y hombres armados, encabezados por Publio Cornelio Escipión Nasica Serapión, masacró entre 200 y 300 seguidores de los Graco con mazas y estacas, en el espacio abierto entre los templos del Capitolio. Tiberio murió de un mazazo en la nuca. Su cuerpo fue arrojado al Tíber, negándosele toda sepultura, mientras Nasica era destinado, prudentemente, a una misión en Asia, y Escipión Emiliano justificaba en cierta medida su asesinato. Sus esfuerzos por una reforma agraria fueron continuados por su hermano Cayo, quien acabó suicidándose en circunstancias similares.